# Marie-Camille-Charles-Raymond Pigeaud
Marie-Camille-Charles-Raymond Pigeaud, francoski general, * 1878, † 1939.